# 比納省
9°45′N 1°19′E / 9.750°N 1.317°E

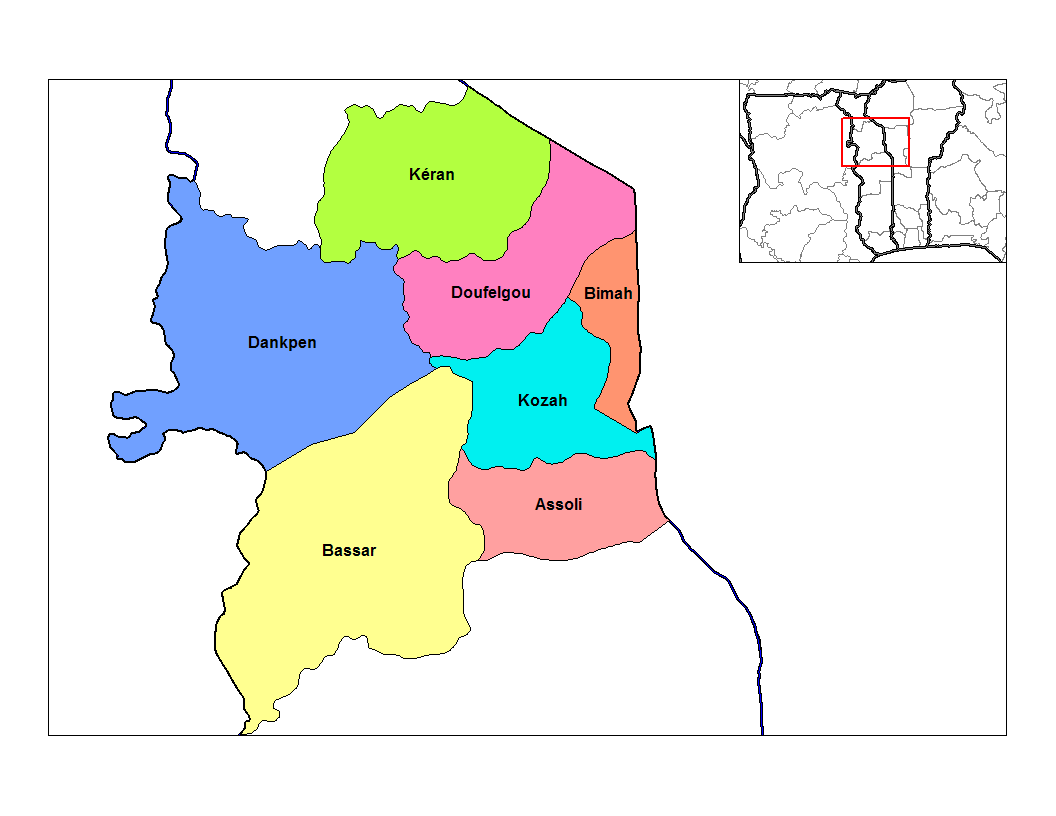

比納省（Bimah Prefecture），是多哥的30個省份之一，位於該國中北部，由卡拉區負責管轄，首府設於帕古達，面積480平方公里，2010年人口70,054，人口密度每平方公里146人。